# Liste der Monuments historiques in Glaignes
Die Liste der Monuments historiques in Glaignes führt die Monuments historiques in der französischen Gemeinde Glaignes auf.

## Liste der Bauwerke
| Bezeichnung                      | Beschreibung | Standort | Kennzeichnung | Schutzstatus | Datum | Bild           |
| -------------------------------- | ------------ | -------- | ------------- | ------------ | ----- | -------------- |
| Kirche Notre-Dame-Ste-Marguerite |              | (Lage)   | PA00114704    | Classé       | 1913  | weitere Bilder |

## Liste der Objekte
| Bezeichnung | Beschreibung                      | Standort                                       | Kennzeichnung | Schutzstatus | Datum | Bild           |
| ----------- | --------------------------------- | ---------------------------------------------- | ------------- | ------------ | ----- | -------------- |
| Taufbecken  | Stein, Mitte des 13. Jahrhunderts | in der Kirche Notre-Dame-Ste-Marguerite (Lage) | PM60000870    | Classé       | 1913  | weitere Bilder |
| Glocke      | Bronze, 1782 gegossen             | in der Kirche Notre-Dame-Ste-Marguerite (Lage) | PM60005270    | Inscrit      | 2016  |                |